# Berregi István
Berregi István (Székesfehérvár, 1930. május 4. – Székesfehérvár, 2018. december 11.) magyar gazdálkodó, politikus, országgyűlési képviselő.

## Életpályája
1936–1944 között Székesfehérváron végezte el az általános iskolát. 1945–1951 között a szülei földjén gazdálkodott. 1951–1953 között munkaszolgálatos volt többek közt Taszáron, Tatán, Budapesten és Kenyeriben. 1954–1960 között egyéni vállalkozóként dolgozott. 1960–1973 között a székesfehérvári Vörösmarty Tsz. növénytermesztési brigádvezetője volt. 1964–1968 között Székesfehérváron elvégezte a Mezőgazdasági Technikumot. 1968–1971 között a székesfehérvári Felsőfokú Mezőgazdasági Technikum növénytermesztési szakán tanult tovább. 1973–1974 között a szabadegyházi Vörös Csillag Tsz. növénytermesztési ágazatvezetőjeként tevékenykedett. 1974–1990 között a Gorsium ÁFÉSZ felvásárlási osztályának előadója volt. 1990-ben nyugdíjba vonult.

### Politikai pályafutása
1989-től az FKGP tagja volt. 1989–1990 között az FKGP Fejér megyei titkára, 1990–1991 között ügyvezető elnöke, 1991–1997 között elnöke volt. 1990-ben országgyűlési képviselőjelölt volt. 1994–1998 között országgyűlési képviselő (Fejér megye, 1994–1998: FKGP, 1998: Független) volt. 1994–1998 között a Mezőgazdasági bizottság tagja volt.

## Családja
Szülei: Berregi György (1900–1951) és Botos Erzsébet (1902–1987) voltak. 1954-ben házasságot kötött Kálmán Terézzel. Két fiuk született: István (1955–1983) és György (1957).